# To om en hustru
To om en hustru er en amerikansk stumfilm fra 1917 af Charles Giblyn.

## Medvirkende
- Constance Talmadge som Susan Lane.
- Earle Foxe som Richard Greer.
- Maude Turner Gordon som Mrs. Lane.
- Russell Bassett som Jimmy Lane.
- Harris Gordon som Philip Lane.